# Suzanne Berger
Suzanne Doris Berger, née le 11 mars 1939, est une politologue américaine. Professeur de sciences politiques au Massachusetts Institute of Technology (MIT) de Cambridge (États-Unis), elle est spécialiste de la mondialisation.

## Biographie
Suzanne Doris Berger est professeur au MIT de Cambridge depuis 1968. Elle a construit sa réputation universitaire dans les années 1970 en étudiant les paysans français. Elle s'est ensuite intéressée à la mondialisation et à ses effets sur l'économie, ainsi qu'à l'industrie manufacturière. Elle a joué un rôle clé dans deux équipes de recherche du MIT qui ont produit des livres influents sur le sujet : Made in America en 1989, écrit par plusieurs co-auteurs, et How We Compete en 2006, écrit par elle seule.
Dans ce dernier, elle présente le résultat d'études de cas de plus de 500 entreprises internationales. Elle brosse un tableau plus complexe que les présentations manichéennes de la plupart des promoteurs et des opposants de la mondialisation. Selon ses résultats, la main-d'œuvre bon marché n'est pas la solution, la délocalisation n'est pas une fatalité, et les voies ouvertes aux entreprises sont beaucoup plus vastes qu'on ne l'imagine généralement.

## Décorations
- Officière de l'ordre des Palmes académiques (1993)
- Chevalière de la Légion d'honneur (2009). Pour ses efforts visant à renforcer le lien entre les équipes de recherche françaises et celles du MIT[3].

## Positionnement
Suzanne Berger soutient par ses travaux que les entreprises ont de véritables choix quant aux stratégies qu'elles adoptent en matière d'externalisation et de délocalisation et qu'elles peuvent être tout aussi rentables en utilisant des stratégies différentes. Par extension, selon elle, les pays ont également le choix de la manière dont ils veulent gérer leurs politiques en matière d'impôts et de protection sociale. Elle soutient que "L'idée que nous sommes contraints à un nivellement par le bas pour être compétitifs sur les marchés mondiaux ne tient pas la route"

## Œuvre
- Peasants Against Politics: Rural Organization in Brittany, 1911-1967. Cambridge, Massachusetts: Harvard University Press, 1972
  - Traduction en français : Les Paysans contre la politique. Paris: Seuil, 1975
- The French Political System. New York: Random House, 1974
- The Utilization of the Social Sciences in Policy Making in the United States (editor). Paris: OECD, 1980
- Dualism and Discontinuity in Industrial Societies (with Michael Piore). New York: Cambridge University Press, 1980
  - Traduction en italien : Dualismo economico e politica nelle società industriali. Bologna: Il Mulino, 1982
- Organizing Interests in Western Europe (editor, with introductory chapter and one other chapter). New York: Cambridge University Press, 1981
  - Traduction en italien : L’organizzazione degli interessi nell’Europa occidentale. Bologna: Il Mulino, 1983
  - Traduction en espagnol : La organización de los grupos de interés en Europa Occidental. Madrid: Ministerio de Trabajo y Seguiridad Social, 1988
- Religion and Politics in Western Europe (editor). London: Frank Cass, 1982
- Made in America: Regaining the Productive Edge, (coauthor). Cambridge, MA, MIT Press, 1989
- National Diversity and Global Capitalism (editor, with Ronald Dore). Ithaca: Cornell University Press, 1996
  - Traduction en italien : Differenze nazionali e capitalismo globale (Bologna: Il Mulino, 1998)
- Made by Hong Kong (with Richard K. Lester), Hong Kong: Oxford University Press, 1997
- Notre Première Mondialisation: Leçons d’un échec oublié, Paris: Seuil, 2003,  (ISBN 2-02-057921-9)
- Global Taiwan (editor, with Richard K. Lester), M.E. Sharpe, 2005
- How We Compete: What Companies Around the World Are Doing to Make It in the Global Economy. New York: Doubleday, 2005
  - Traduction en français : Made in Monde (Paris, Seuil, 2006),  (ISBN 2-02-085296-9)